# DUMA
 (octobre 2012).
DUMA (Detect Unintended Memory Access) est une bibliothèque libre prévue pour le débogage.
Elle est distribuée selon les termes de la licence GNU GPL.

## Débogueur
DUMA tente de détecter les buffers "overruns" et "underruns" des programmes développés en C et C++; c'est un fork d'Electric Fence avec de nouvelles fonctionnalités.